# Ed Murray (Politiker, 1955)

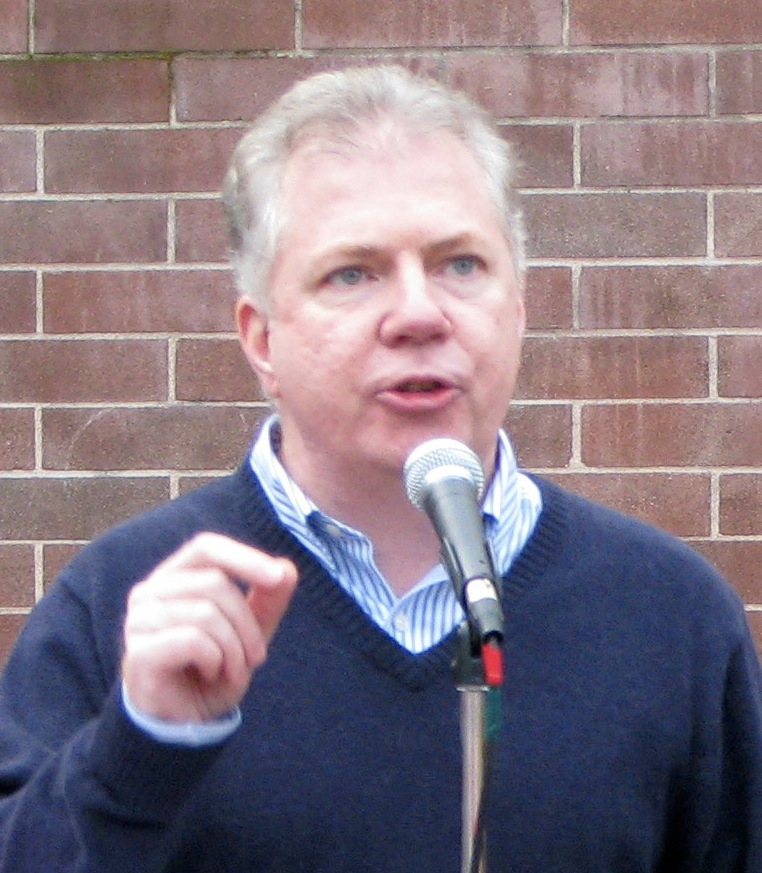
Ed Murray (2008)

Edward B. „Ed“ Murray (* 2. Mai 1955 in Aberdeen, Washington) ist ein US-amerikanischer Politiker der Demokratischen Partei aus dem Bundesstaat Washington. Er war vom 1. Januar 2014 bis zum 13. September 2017 der 53. Bürgermeister von Seattle.

## Karriere
Seine politische Karriere begann Murray als Abgeordneter im Repräsentantenhaus von Washington, wo er zwischen 1995 und 2007 den 43. Distrikt vertrat. Danach wechselte er in den Senat von Washington, wo er erneut den 43. Wahldistrikt repräsentierte. Diese Stelle gab er 2014 auf, nachdem er in der Stichwahl mit 51,55 % der Stimmen zum Bürgermeister von Seattle gewählt wurde. Nach mehreren Missbrauchsvorwürfen trat er vom Amt zurück.